# Religião no México
Religião no Mexico
De acordo com a Constituição de 1917, o México não possui uma religião oficial. Mesmo assim o catolicismo é professado pela grande maioria da população do país, 92,4%, segundo o censo de 2010.
Entre os cristãos, os católicos representam 82,7% dos mexicanos, fazendo do México o segundo país em número de fiéis desta religião, perdendo apenas para o Brasil e superando as Filipinas.

## Grupos religiosos

### Bahá'í
A disseminação da Fé Bahá'í no México teve início em 1916 com a visita dos bahá'ís pela primeira vez, tendo sido um dos primeiros países do continente americano a receber adeptos desta crença. Em 1919, `Abdu'l-Bahá, líder da religião, mencionou o México como um dos países que deveriam receber instituições Bahá'ís. Em 1938, foi estabelecida a Assembléia Espiritual Local não somente do México, mas também de toda a América Latina. Em 1961, com o número crescente de adeptos em solo mexicano, foi formada a primeira comunidade nacional Bahá'í. O censo de 2005 apontou para a estimativa de 38.000 Bahá'ís no México.

### Budismo
Há aproximadamente mais de 30 grupos budistas no México, um total de 108.701 budistas mexicanos. A difusão do Budismo teve início na década de 1960 na Cidade do México. O país sedia ainda uma das seis Casas Tibet em todo o mundo; Esta associação é utilizada pelo Dalai Lama para difundir e preservar as tradições do Budismo tibetano no país. Ao todo, os budistas correspondem a 0,09% da população mexicana.

### Cristianismo
Catolicismo

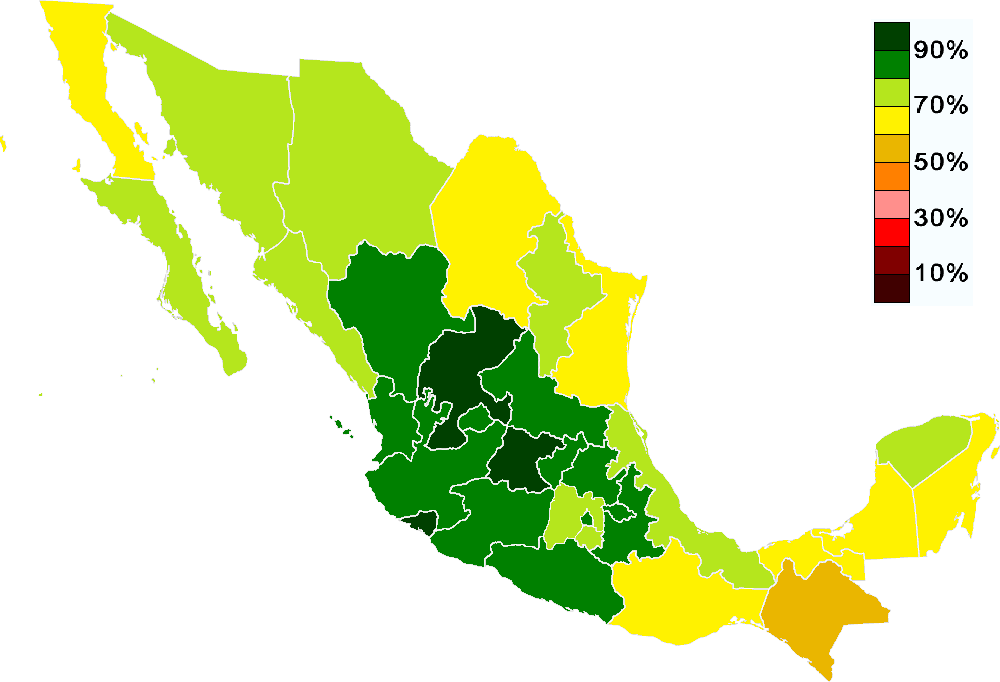
Mapa do México com a porcentagem de católicos em cada estado.

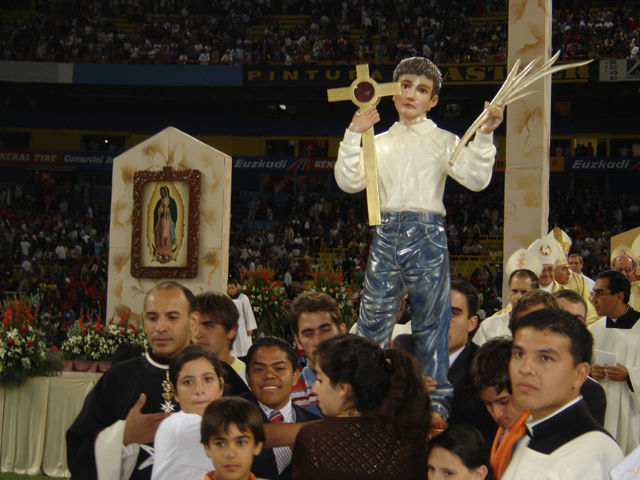
Procissão de São José Luis Sanchez del Rio no estádio de Guadalajara

O Cristianismo chegou ao México no século XVI através dos missionários que participaram da expedição de Hernán Cortés. Logo após a derrubada dos astecas, a metrópole espanhola e o Vaticano ordenaram a construção de igrejas para difundir a religião europeia no Novo Mundo. Até os dias atuais, a Igreja Católica é a religião predominante no país e exerce influência sobre a cultura e opinião geral. O México é berço de três santos católicos (Filipe de Jesus, Juan Diego Cuauhtlatoatzin e José Luís Sánchez del Río); sua padroeira é Nossa Senhora de Guadalupe. Atualmente os católicos romanos correspondem a 82,7% da população mexicana, tendo obtido uma queda desde o censo de 1970, quando representavam 96% da população. Em termos absolutos, o México é o segundo maior país em número de católicos no mundo, sendo ultrapassado somente pelo Brasil.
Em 16 de outubro de 2016, o Papa Francisco realizou a cerimônia de canonização José Luís Sánchez del Río um adolescente de 14 anos de idade, executado brutalmente por militares mexicanos após lutar na Guerra Cristera, contra as leis anticlericais do governo do presidente do México na época, Plutarco Elías Calles, que obrigaram a Igreja Católica a suspender o culto público no país.

#### Protestantismo

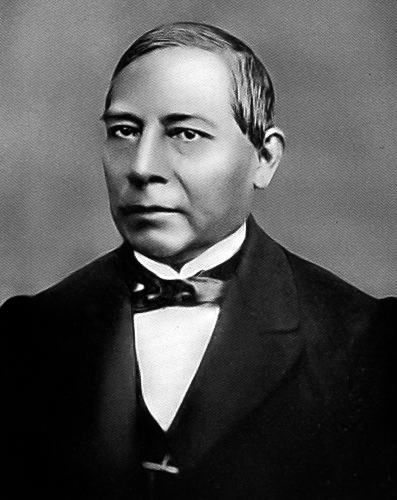
Benito Juárez, presidente durante La Reforma.

O protestantismo chegou ao México no período em que foram implantadas as reformas cujo principal arquiteto foi Benito Juárez, após ele forçar o clero da Igreja Católica a ceder suas terras para o governo e posteriormente as concedê-las a alguns missionários protestantes norte-americanos. Anteriormente houve uma tentativa isolada de um agente da Sociedade Bíblica Britânica e Estrangeira, Diego Thompson, adentrar o país em 1827 e descarregar alguns livros em Veracruz.
O protestantismo é o segundo maior segmento religioso no México, representando 6,6%.

## Censo de 2010
O censo de 2010, realizado pelo Instituto Nacional de Estatística e Geografia, apontou o catolicismo romano como a principal religião do país, com 82,7%(83,9% dos que têm mais de 5 anos de idade) da população, enquanto 9,7%, ou 10.924.103 pessoas, pertencem a outras denominações cristãs, incluindo os evangélicos (5,1%), pentecostais (1,6%); outros protestantes ou reformados (0,7%); Testemunhas de Jeová (1,4%); Adventistas do Sétimo Dia (0,6%); e a Igreja Mórmon SUD (0,3%). 172.891 (ou menos de 0,2% da população) pertencia a outras religiões não-cristãs; 4,7% declararam não ter religião; e 2,7% não especificaram.
Adventistas Atualmente no México
Segundo dados atualizados da denominação em 2024 os adventistas ultrapassaram 800,000 mil membros no México
Os 92.924.489 de católicos no México são, em termos absolutos, a segunda maior comunidade católica do mundo, depois da do Brasil. 47% deles frequentam os serviços religiosos semanalmente. Cada cidade, vila e aldeia mexicana tem um dia de festa por ano para comemorar os seus santos padroeiros locais. O dia da festa da Nossa Senhora de Guadalupe, a padroeira do México, é comemorado em 12 de dezembro e é considerado por muitos mexicanos como o mais importante feriado religioso de seu país.
Os números a seguir são do censo de 2010 no México.
| Grupo religioso                         | Número total de adeptos | Percentagem(%) |
| --------------------------------------- | ----------------------- | -------------- |
| Católicos                               | 92.924.489              | 82,7%          |
| Protestantes                            | 8.386.207               | 7,5%           |
| - Protestantes históricos ou reformados | 820.744                 | 0,7%           |
| - Pentecostais                          | 1.782.021               | 1,6%           |
| - Não Pentecostais                      | 5.783.442               | 5,1%           |
| Outros cristãos                         | 2.537.896               | 2,3%           |
| Ortodoxos                               | 18.185                  | 0,02%          |
| Judeus                                  | 67.476                  | 0,1%           |
| Islâmicos                               | 3.760                   | 0,003%         |
| Religiões de raízes étnicas             | 27.839                  | 0,02%          |
| Espíritas                               | 35.995                  | 0,03%          |
| Outras religiões minoritárias           | 19.636                  | 0,02%          |
| Sem religião                            | 5.262.546               | 4,7%           |
| Não especificada                        | 3.052.509               | 2,7%           |
| Total                                   | 112.336.538             | 100%           |

## Religião por estado

### Aguascalientes
| Grupo religioso                         | Número total de adeptos | Percentagem(%) |
| --------------------------------------- | ----------------------- | -------------- |
| Católicos                               | 1.102.910               | 94,35%         |
| Protestantes                            | 40.877                  | 2,99%          |
| - Protestantes históricos ou reformados | 622                     | 0,06%          |
| - Pentecostais                          | 1.433                   | 0,1%           |
| - Não Pentecostais                      | 38.800                  | 4,3%           |
| Outros cristãos                         | 10.956                  | 0,10%          |
| Judeus                                  | 113                     | 0,001%         |
| Outras religiões minoritárias           | 722                     | 0,06%          |
| Sem religião                            | 21.235                  | 1,8%           |
| Não especificada                        | 9.375                   | 0,8%           |
| Total                                   | 1.184.996               | 100%           |

### Baja California
| Grupo religioso                         | Número total de adeptos | Percentagem(%) |
| --------------------------------------- | ----------------------- | -------------- |
| Católicos                               | 2.471.290               | 73,8%          |
| Protestantes                            | 373.527                 | 11,0%          |
| - Protestantes históricos ou reformados | 13.996                  | 0,4%           |
| - Pentecostais                          | 57.501                  | 1,1%           |
| - Não Pentecostais                      | 305.230                 | 10,1%          |
| Outros cristãos                         | 100.203                 | 4,0%           |
| Judeus                                  | 1.048                   | 0,04%          |
| Outras religiões minoritárias           | 3.395                   | 0,3%           |
| Sem religião                            | 205.800                 | 8,0%           |
| Não especificada                        | 82.271                  | 2,4%           |
| Total                                   | 3.155.070               | 100%           |

### Baja California Sur
| Grupo religioso                         | Número total de adeptos | Percentagem(%) |
| --------------------------------------- | ----------------------- | -------------- |
| Católicos                               | 727.830                 | 84,9%          |
| Protestantes                            | 45.011                  | 6,0%           |
| - Protestantes históricos ou reformados | 1.534                   | 0,2%           |
| - Pentecostais                          | 3.566                   | 0,5%           |
| - Não Pentecostais                      | 40.849                  | 6,6%           |
| Outros cristãos                         | 15.058                  | 2,5%           |
| Judeus                                  | 169                     | 0,03%          |
| Outras religiões minoritárias           | 569                     | 1,02%          |
| Sem religião                            | 38.904                  | 4,2%           |
| Não especificada                        | 15.294                  | 2,0%           |
| Total                                   | 637.026                 | 100%           |

### Campeche
| Grupo religioso                         | Número total de adeptos | Percentagem(%) |
| --------------------------------------- | ----------------------- | -------------- |
| Católicos                               | 519.023                 | 63,1%          |
| Protestantes                            | 135.763                 | 16,5%          |
| - Protestantes históricos ou reformados | 28.947                  | 3,5%           |
| - Pentecostais                          | 50.550                  | 6,1%           |
| - Não Pentecostais                      | 56.266                  | 6,8%           |
| Outros cristãos                         | 37.415                  | 4,5%           |
| Judeus                                  | 155                     | 0,02%          |
| Outras religiões minoritárias           | 593                     | 0,07%          |
| Sem religião                            | 95.035                  | 11,6%          |
| Não especificada                        | 34.457                  | 4,2%           |
| Total                                   | 822.441                 | 100%           |

### Coahuila de Zaragoza
| Grupo religioso                         | Número total de adeptos | Percentagem(%) |
| --------------------------------------- | ----------------------- | -------------- |
| Católicos                               | 2.209.958               | 81,9%          |
| Protestantes                            | 275.328                 | 09,8%          |
| - Protestantes históricos ou reformados | 20.664                  | 0,7%           |
| - Pentecostais                          | 29.575                  | 1,0%           |
| - Não Pentecostais                      | 225.250wq               | 8,2%           |
| Outros cristãos                         | 51.304                  | 1,9%           |
| Judeus                                  | 306                     | 0,01%          |
| Outras religiões minoritárias           | 1.043                   | 0,04%          |
| Sem religião                            | 151.311                 | 5,0%           |
| Não especificada                        | 58.601                  | 2,1%           |
| Total                                   | 2.748.391               | 100%           |

### Colima
| Grupo religioso                         | Número total de adeptos | Percentagem(%) |
| --------------------------------------- | ----------------------- | -------------- |
| Católicos                               | 571.825                 | 87,9%          |
| Protestantes                            | 33.831                  | 5,2%           |
| - Protestantes históricos ou reformados | 660                     | 0,1%           |
| - Pentecostais                          | 1.792                   | 0,3%           |
| - Não Pentecostais                      | 31.379                  | 4,8%           |
| Outros cristãos                         | 11.127                  | 1,7%           |
| Judeus                                  | 103                     | 0,02%          |
| Outras religiões minoritárias           | 310                     | 0,05%          |
| Sem religião                            | 20.708                  | 3,2%           |
| Não especificada                        | 12.651                  | 1,9%           |
| Total                                   | 650.555                 | 100%           |

### Chiapas
| Grupo religioso                         | Número total de adeptos | Percentagem(%) |
| --------------------------------------- | ----------------------- | -------------- |
| Católicos                               | 2.796.685               | 58,3%          |
| Protestantes                            | 921.357                 | 19,2%          |
| - Protestantes históricos ou reformados | 287.945                 | 6,0%           |
| - Pentecostais                          | 402.602                 | 8,4%           |
| - Não Pentecostais                      | 230.810                 | 4,8%           |
| Outros cristãos                         | 391.516                 | 8,2%           |
| Judeus                                  | 513                     | 0,01%          |
| Outras religiões minoritárias           | 2.712                   | 0,09%          |
| Sem religião                            | 580.690                 | 12,1%          |
| Não especificada                        | 103.107                 | 2,1%           |
| Total                                   | 4.796.580               | 100%           |

### Chihuahua
| Grupo religioso                         | Número total de adeptos | Percentagem(%) |
| --------------------------------------- | ----------------------- | -------------- |
| Católicos                               | 2.601.366               | 76,4%          |
| Protestantes                            | 323.236                 | 9,5%           |
| - Protestantes históricos ou reformados | 15.830                  | 0,5%           |
| - Pentecostais                          | 17.993                  | 0,5%           |
| - Não Pentecostais                      | 289.413                 | 8,5%           |
| Outros cristãos                         | 69.796                  | 2,0%           |
| Judeus                                  | 251                     | 0,007%         |
| Outras religiões minoritárias           | 962                     | 0,03%          |
| Sem religião                            | 253.972                 | 7,4%           |
| Não especificada                        | 156.882                 | 4,6%           |
| Total                                   | 3.406.465               | 100%           |

### Distrito Federal (México)
| Grupo religioso                         | Número total de adeptos | Percentagem(%) |
| --------------------------------------- | ----------------------- | -------------- |
| Católicos                               | 7.299.242               | 82,5%          |
| Protestantes                            | 476.242                 | 5,4%           |
| - Protestantes históricos ou reformados | 18.062                  | 0,2%           |
| - Pentecostais                          | 12.439                  | 0,2%           |
| - Não Pentecostais                      | 445.741                 | 5,0%           |
| Outros cristãos                         | 121.151                 | 1,4%           |
| Judeus                                  | 20.357                  | 0,2%           |
| Outras religiões minoritárias           | 21.383                  | 0,2%           |
| Sem religião                            | '484.083                | 5,5%           |
| Não especificada                        | 428.622                 | 4,8%           |
| Total                                   | 8.851.080               | 100%           |

### Durango
| Grupo religioso                         | Número total de adeptos | Percentagem(%) |
| --------------------------------------- | ----------------------- | -------------- |
| Católicos                               | 1.403.479               | 85,9%          |
| Protestantes                            | 97.335                  | 6,0%           |
| - Protestantes históricos ou reformados | 5.316                   | 0,3%           |
| - Pentecostais                          | 5.631                   | 0,3%           |
| - Não Pentecostais                      | 86.388                  | 5,4%           |
| Outros cristãos                         | 32.178                  | 2,0%           |
| Judeus                                  | 80                      | 0,005%         |
| Outras religiões minoritárias           | 359                     | 0,02%          |
| Sem religião                            | '58.089                 | 3,6%           |
| Não especificada                        | 41.414                  | 2,5%           |
| Total                                   | 1.632.934               | 100%           |

### Guanajuato
| Grupo religioso                         | Número total de adeptos | Percentagem(%) |
| --------------------------------------- | ----------------------- | -------------- |
| Católicos                               | 5.147.812               | 93,8%          |
| Protestantes                            | 142.529                 | 2,6%           |
| - Protestantes históricos ou reformados | 5.665                   | 0,1%           |
| - Pentecostais                          | 7.677                   | 0,1%           |
| - Não Pentecostais                      | 129.187                 | 2,4%           |
| Outros cristãos                         | 48.729                  | 0,9%           |
| Judeus                                  | 574                     | 0,01%          |
| Outras religiões minoritárias           | 1.807                   | 0,03%          |
| Sem religião                            | '76.052                 | 1,4%           |
| Não especificada                        | 68.869                  | 1,3%           |
| Total                                   | 5.486.372               | 100%           |

### Guerrero
| Grupo religioso                         | Número total de adeptos | Percentagem(%) |
| --------------------------------------- | ----------------------- | -------------- |
| Católicos                               | 2.928.364               | 86,4%          |
| Protestantes                            | 214.734                 | 6,3%           |
| - Protestantes históricos ou reformados | 12.789                  | 0,4%           |
| - Pentecostais                          | 37.755                  | 1,1%           |
| - Não Pentecostais                      | 164.190                 | 4,8%           |
| Outros cristãos                         | 77.878                  | 2,3%           |
| Judeus                                  | 1.645                   | 0,05%          |
| Outras religiões minoritárias           | 1.486                   | 0,05%          |
| Sem religião                            | 100.246                 | 3,0%           |
| Não especificada                        | 64.415                  | 1,9%           |
| Total                                   | 3.388.768               | 100%           |

### Hidalgo
| Grupo religioso                         | Número total de adeptos | Percentagem(%) |
| --------------------------------------- | ----------------------- | -------------- |
| Católicos                               | 2.315.687               | 86,9%          |
| Protestantes                            | 179.782                 | 6,7%           |
| - Protestantes históricos ou reformados | 8.251                   | 0,3%           |
| - Pentecostais                          | 33.362                  | 1,3%           |
| - Não Pentecostais                      | 138.169                 | 5,2%           |
| Outros cristãos                         | 42.064                  | 1,6%           |
| Judeus                                  | 631                     | 0,02%          |
| Outras religiões minoritárias           | 2.501                   | 0,09%          |
| Sem religião                            | 62.953                  | 2,4%           |
| Não especificada                        | 61.400                  | 2,3%           |
| Total                                   | 2.665.018               | 100%           |

### Jalisco
| Grupo religioso                         | Número total de adeptos | Percentagem(%) |
| --------------------------------------- | ----------------------- | -------------- |
| Católicos                               | 6.762.011               | 92,0%          |
| Protestantes                            | 234.000                 | 3,2%           |
| - Protestantes históricos ou reformados | 9.696                   | 0,1%           |
| - Pentecostais                          | 6.348                   | 0,09%          |
| - Não Pentecostais                      | 217.956                 | 3,0%           |
| Outros cristãos                         | 72.116                  | 1,0%           |
| Judeus                                  | 1.721                   | 0,02%          |
| Outras religiões minoritárias           | 18.837                  | 0,3%           |
| Sem religião                            | 124.345                 | 1,7%           |
| Não especificada                        | 137.652                 | 1,9%           |
| Total                                   | 7.350.682               | 100%           |

### México (estado)
| Grupo religioso                         | Número total de adeptos | Percentagem(%) |
| --------------------------------------- | ----------------------- | -------------- |
| Católicos                               | 12.958.921              | 85,4%          |
| Protestantes                            | 851.665                 | 5,6%           |
| - Protestantes históricos ou reformados | 22.641                  | 0,1%           |
| - Pentecostais                          | 44.891                  | 0,3%           |
| - Não Pentecostais                      | 784.133                 | 5,2%           |
| Outros cristãos                         | 249.088                 | 1,6%           |
| Judeus                                  | 21.545                  | 0,1%           |
| Outras religiões minoritárias           | 17.967                  | 0,1%           |
| Sem religião                            | 486.795                 | 3,2%           |
| Não especificada                        | 589.081                 | 3,9%           |
| Total                                   | 15.175.862              | 100%           |

### Michoacán de Ocampo
| Grupo religioso                         | Número total de adeptos | Percentagem(%) |
| --------------------------------------- | ----------------------- | -------------- |
| Católicos                               | 3.983.396               | 91,6%          |
| Protestantes                            | 135.649                 | 3,1%           |
| - Protestantes históricos ou reformados | 5.932                   | 0,1%           |
| - Pentecostais                          | 11.837                  | 0,3%           |
| - Não Pentecostais                      | 117.880                 | 2,7%           |
| Outros cristãos                         | 56.294                  | 1,3%           |
| Judeus                                  | 567                     | 0,01%          |
| Outras religiões minoritárias           | 1.260                   | 0,03%          |
| Sem religião                            | 83.297                  | 1,9%           |
| Não especificada                        | 90.574                  | 2,1%           |
| Total                                   | 4.351.037               | 100%           |

### Morelos
| Grupo religioso                         | Número total de adeptos | Percentagem(%) |
| --------------------------------------- | ----------------------- | -------------- |
| Católicos                               | 1.386.152               | 78,0%          |
| Protestantes                            | 135.649                 | 9,5%           |
| - Protestantes históricos ou reformados | 7.607                   | 0,4%           |
| - Pentecostais                          | 37.066                  | 2,1%           |
| - Não Pentecostais                      | 124.397                 | 7,0%           |
| Outros cristãos                         | 57.105                  | 3,2%           |
| Judeus                                  | 3.013                   | 0,2%           |
| Outras religiões minoritárias           | 1.831                   | 0,1%           |
| Sem religião                            | 108.563                 | 6,1%           |
| Não especificada                        | 51.493                  | 2,9%           |
| Total                                   | 1.777.227               | 100%           |

### Nayarit
| Grupo religioso                         | Número total de adeptos | Percentagem(%) |
| --------------------------------------- | ----------------------- | -------------- |
| Católicos                               | 957.556                 | 88,3%          |
| Protestantes                            | 53.446                  | 4,9%           |
| - Protestantes históricos ou reformados | 2.314                   | 0,2%           |
| - Pentecostais                          | 3.688                   | 0,3%           |
| - Não Pentecostais                      | 47.444                  | 4,4%           |
| Outros cristãos                         | 18.140                  | 1,7%           |
| Judeus                                  | 216                     | 0,02%          |
| Outras religiões minoritárias           | 4.797                   | 0,4%           |
| Sem religião                            | 37.005                  | 3,4%           |
| Não especificada                        | 13.819                  | 1,3%           |
| Total                                   | 1.084.979               | 100%           |

### Nuevo León
| Grupo religioso                         | Número total de adeptos | Percentagem(%) |
| --------------------------------------- | ----------------------- | -------------- |
| Católicos                               | 3.834.212               | 82,4%          |
| Protestantes                            | 382.873                 | 8,2%           |
| - Protestantes históricos ou reformados | 28.095                  | 0,6%           |
| - Pentecostais                          | 44.680                  | 1,0%           |
| - Não Pentecostais                      | 310.098                 | 6,7%           |
| Outros cristãos                         | 94.381                  | 2,0%           |
| Judeus                                  | 977                     | 0,02%          |
| Outras religiões minoritárias           | 1.589                   | 0,03%          |
| Sem religião                            | 192.259                 | 4,1%           |
| Não especificada                        | 147.167                 | 3,2%           |
| Total                                   | 4.653.458               | 100%           |

### Oaxaca
| Grupo religioso                         | Número total de adeptos | Percentagem(%) |
| --------------------------------------- | ----------------------- | -------------- |
| Católicos                               | 3.064.977               | 80,6%          |
| Protestantes                            | 399.468                 | 10,5%          |
| - Protestantes históricos ou reformados | 32.696                  | 0,9%           |
| - Pentecostais                          | 167.409                 | 4,4%           |
| - Não Pentecostais                      | 199.363                 | 5,2%           |
| Outros cristãos                         | 102.545                 | 2,7%           |
| Judeus                                  | 2.458                   | 0,06%          |
| Outras religiões minoritárias           | 2.067                   | 0,05%          |
| Sem religião                            | 169.566                 | 4,5%           |
| Não especificada                        | 60.881                  | 1,6%           |
| Total                                   | 3.801.962               | 100%           |

### Puebla
| Grupo religioso                         | Número total de adeptos | Percentagem(%) |
| --------------------------------------- | ----------------------- | -------------- |
| Católicos                               | 8.907.281               | 90,0%          |
| Protestantes                            | 222.973                 | 4,6%           |
| - Protestantes históricos ou reformados | 16.443                  | 0,2%           |
| - Pentecostais                          | 70.092                  | 1,1%           |
| - Não Pentecostais                      | 249.358                 | 4,4%           |
| Outros cristãos                         | 92.459                  | 1,4%           |
| Judeus                                  | 5.102                   | 0,11%          |
| Outras religiões minoritárias           | 5.870                   | 0,2%           |
| Sem religião                            | 104.120                 | 1,6%           |
| Não especificada                        | 130.320                 | 2,0%           |
| Total                                   | 5.871.699               | 100%           |